# Stagioni dei Minnesota Vikings
Questa è la lista delle stagioni sportive dei Minnesota Vikings nella National Football League che documenta i risultati stagione per stagione dal 1961 ad oggi, compresi i risultati nei play-off.

## Risultati stagione per stagione
| Cronistoria dei Minnesota Vikings | Cronistoria dei Minnesota Vikings | Cronistoria dei Minnesota Vikings | Cronistoria dei Minnesota Vikings | Cronistoria dei Minnesota Vikings | Cronistoria dei Minnesota Vikings | Cronistoria dei Minnesota Vikings | Cronistoria dei Minnesota Vikings | Cronistoria dei Minnesota Vikings | Cronistoria dei Minnesota Vikings | Cronistoria dei Minnesota Vikings                                                                             |                              |
| Stagione di lega                  | Stagione di squadra               | Lega                              | Conference                        | Division                          | Stagione regolare                 | Stagione regolare                 | Stagione regolare                 | Stagione regolare                 | Play-off | Premi individuali                                                                                             |                              |
| Stagione di lega                  | Stagione di squadra               | Lega                              | Conference                        | Division                          | Pos.                              | V                                 | S                                 | P                                 | Play-off | Premi individuali                                                                                             |                              |
| --------------------------------- | --------------------------------- | --------------------------------- | --------------------------------- | --------------------------------- | --------------------------------- | --------------------------------- | --------------------------------- | --------------------------------- | --- | --- | ---------------------------- |
| 1961                              | 1961                              | NFL                               | Western                           |                                   | 7                                 | 3                                 | 11                                | 0                                 | non disputati | Inseriti nella NFL Western.                                                                                   |                              |
| 1962                              | 1962                              | NFL                               | Western                           |                                   | 6                                 | 2                                 | 11                                | 1                                 | non disputati | |                              |
| 1963                              | 1963                              | NFL                               | Western                           |                                   | T-4                               | 5                                 | 8                                 | 1                                 | non disputati | |                              |
| 1964                              | 1964                              | NFL                               | Western                           |                                   | T-2                               | 8                                 | 5                                 | 1                                 | non disputati | |                              |
| 1965                              | 1965                              | NFL                               | Western                           |                                   | 5                                 | 7                                 | 7                                 | 0                                 | non disputati | |                              |
| 1966                              | 1966                              | NFL                               | Western                           |                                   | T-6                               | 4                                 | 9                                 | 1                                 | non disputati | Viene giocato il 1º Super Bowl.                                                                               |                              |
| 1967                              | 1967                              | NFL                               | Western                           | Central                           | 4                                 | 3                                 | 8                                 | 3                                 | non disputati | Inseriti nella Western Conference Division Central.                                                           |                              |
| 1968                              | 1968                              | NFL                               | Western                           | Central                           | 1                                 | 8                                 | 6                                 | 0                                 | S Divisional play-off contro i Baltimore Colts (24-14) | |                              |
| 1969                              | 1969                              | NFL                               | Western                           | Central                           | 1                                 | 12                                | 2                                 | 0                                 | V Divisional play-off contro i Los Angeles Rams (23-20) V NFL Championship contro i Cleveland Browns (27-7) S Super Bowl IV contro i Kansas City Chiefs (23-7)            | |                              |
| 1970                              | 1970                              | NFL                               | NFC                               | Central                           | 1                                 | 12                                | 2                                 | 0                                 | S Divisional play-off contro i San Francisco 49ers (17-14) | Inseriti nella NFC Central a seguito della fusione tra AFL e NFL.                                             |                              |
| 1971                              | 1971                              | NFL                               | NFC                               | Central                           | 1                                 | 11                                | 3                                 | 0                                 | S Divisional play-off contro i Dallas Cowboys (20-12) | |                              |
| 1972                              | 1972                              | NFL                               | NFC                               | Central                           | 3                                 | 7                                 | 7                                 | 0                                 | non disputati | |                              |
| 1973                              | 1973                              | NFL                               | NFC                               | Central                           | 1                                 | 12                                | 2                                 | 0                                 | V Divisional play-off contro i Washington Redskins (27-20) V NFC Championship contro i Dallas Cowboys (27-10) S Super Bowl VIII contro i Miami Dolphins (24-7)            | |                              |
| 1974                              | 1974                              | NFL                               | NFC                               | Central                           | 1                                 | 10                                | 4                                 | 0                                 | V Divisional play-off contro i Phoenix Cardinals (30-14) V NFC Championship contro i Los Angeles Rams (14-10) S Super Bowl IX contro i Pittsburgh Steelers (16-6)         | |                              |
| 1975                              | 1975                              | NFL                               | NFC                               | Central                           | 1                                 | 12                                | 2                                 | 0                                 | S Divisional play-off contro i Dallas Cowboys (17-14) | |                              |
| 1976                              | 1976                              | NFL                               | NFC                               | Central                           | 1                                 | 11                                | 2                                 | 1                                 | V Divisional play-off contro i Washington Redskins (35-20) V Conference Championship contro i Los Angeles Rams (24-13) S Super Bowl XI contro gli Oakland Raiders (32-14) | |                              |
| 1977                              | 1977                              | NFL                               | NFC                               | Central                           | 1                                 | 9                                 | 5                                 | 0                                 | V Divisional play-off contro i Los Angeles Rams (14-7) S Conference Championship contro i Dallas Cowboys (23-6)                                                           | |                              |
| 1978                              | 1978                              | NFL                               | NFC                               | Central                           | 1                                 | 8                                 | 7                                 | 1                                 | S Divisional play-off contro i Los Angeles Rams (34-10) | Da questa stagione le partite della stagione regolare diventano 16.                                           |                              |
| 1979                              | 1979                              | NFL                               | NFC                               | Central                           | 3                                 | 7                                 | 9                                 | 0                                 | non disputati | |                              |
| 1980                              | 1980                              | NFL                               | NFC                               | Central                           | 1                                 | 9                                 | 7                                 | 0                                 | S Divisional play-off contro i Philadelphia Eagles (31-16) | |                              |
| 1981                              | 1981                              | NFL                               | NFC                               | Central                           | 4                                 | 7                                 | 9                                 | 0                                 | non disputati | |                              |
| 1982                              | 1982                              | NFL                               | NFC                               |                                   | 4                                 | 5                                 | 4                                 | 0                                 | V First Round contro gli Atlanta Falcons (30-24) S Second Round contro i Washington Redskins (21-7)                                                                       | A causa di uno sciopero nella stagione si disputarono solo 9 partite e non vi furono classifiche di Division. |                              |
| 1983                              | 1983                              | NFL                               | NFC                               | Central                           | 4                                 | 8                                 | 8                                 | 0                                 | non disputati | |                              |
| 1984                              | 1984                              | NFL                               | NFC                               | Central                           | 5                                 | 3                                 | 13                                | 0                                 | non disputati | |                              |
| 1985                              | 1985                              | NFL                               | NFC                               | Central                           | 3                                 | 7                                 | 9                                 | 0                                 | non disputati | |                              |
| 1986                              | 1986                              | NFL                               | NFC                               | Central                           | 2                                 | 9                                 | 7                                 | 0                                 | non disputati | |                              |
| 1987                              | 1987                              | NFL                               | NFC                               | Central                           | 2                                 | 8                                 | 7                                 | 0                                 | V Wild Card Game contro i New Orleans Saints (44-10) V Divisional play-off contro i San Francisco 49ers (36-24) S NFC Championship contro i Washington Redskins (17-10)   | In questa stagione a causa di uno sciopero hanno giocato una partita in meno.                                 |                              |
| 1988                              | 1988                              | NFL                               | NFC                               | Central                           | 2                                 | 11                                | 5                                 | 0                                 | V Wild Card Game contro i Los Angeles Rams (28-17) S Divisional play-off contro i San Francisco 49ers (34-9)                                                              | |                              |
| 1989                              | 1989                              | NFL                               | NFC                               | Central                           | 1                                 | 10                                | 6                                 | 0                                 | S Divisional play-off contro i San Francisco 49ers (41-13) | |                              |
| 1990                              | 1990                              | NFL                               | NFC                               | Central                           | 5                                 | 6                                 | 10                                | 0                                 | non disputati | |                              |
| 1991                              | 1991                              | NFL                               | NFC                               | Central                           | 3                                 | 8                                 | 8                                 | 0                                 | non disputati | |                              |
| 1992                              | 1992                              | NFL                               | NFC                               | Central                           | 1                                 | 11                                | 5                                 | 0                                 | S Wild Card Game contro i Washington Redskins (24-7) | |                              |
| 1993                              | 1993                              | NFL                               | NFC                               | Central                           | 2                                 | 9                                 | 7                                 | 0                                 | S Wild Card Game contro i New York Giants (17-10) | |                              |
| 1994                              | 1994                              | NFL                               | NFC                               | Central                           | 1                                 | 10                                | 6                                 | 0                                 | S Wild Card Game contro i Chicago Bears (35-18) | |                              |
| 1995                              | 1995                              | NFL                               | NFC                               | Central                           | 4                                 | 8                                 | 8                                 | 0                                 | non disputati | |                              |
| 1996                              | 1996                              | NFL                               | NFC                               | Central                           | 2                                 | 9                                 | 7                                 | 0                                 | S Wild Card Game contro i Dallas Cowboys (40-15) | |                              |
| 1997                              | 1997                              | NFL                               | NFC                               | Central                           | 4                                 | 9                                 | 7                                 | 0                                 | V Wild Card Game contro i New York Giants (23-22) S Divisional play-off contro i San Francisco 49ers (38-22)                                                              | |                              |
| 1998                              | 1998                              | NFL                               | NFC                               | Central                           | 1                                 | 15                                | 1                                 | 0                                 | V Divisional play-off contro gli Arizona Cardinals (41-21) S NFC Championship contro gli Atlanta Falcons (30-27)                                                          | |                              |
| 1999                              | 1999                              | NFL                               | NFC                               | Central                           | 2                                 | 10                                | 6                                 | 0                                 | V Wild Card Game contro i Dallas Cowboys (27-10) S Divisional play-off contro i Saint Louis Rams (49-37)                                                                  | |                              |
| 2000                              | 2000                              | NFL                               | NFC                               | Central                           | 1                                 | 11                                | 5                                 | 0                                 | V Divisional play-off contro i New Orleans Saints (34-16) S NFC Championship contro i New York Giants (41-0)                                                              | |                              |
| 2001                              | 2001                              | NFL                               | NFC                               | Central                           | 4                                 | 5                                 | 11                                | 0                                 | non disputati | |                              |
| 2002                              | 2002                              | NFL                               | NFC                               | North                             | 2                                 | 6                                 | 10                                | 0                                 | non disputati | Inseriti nella Conference NFC North.                                                                          |                              |
| 2003                              | 2003                              | NFL                               | NFC                               | North                             | 2                                 | 6                                 | 7                                 | 0                                 | non disputati | |                              |
| 2004                              | 2004                              | NFL                               | NFC                               | North                             | 2                                 | 8                                 | 8                                 | 0                                 | V Wild Card Game contro i Green Bay Packers (31-17) S Divisional play-off contro i Philadelphia Eagles (27-14)                                                            | |                              |
| 2005                              | 2005                              | NFL                               | NFC                               | North                             | 2                                 | 9                                 | 7                                 | 0                                 | non disputati | |                              |
| 2006                              | 2006                              | NFL                               | NFC                               | North                             | 3                                 | 6                                 | 10                                | 0                                 | non disputati | |                              |
| 2007                              | 2007                              | NFL                               | NFC                               | North                             | 2                                 | 8                                 | 8                                 | 0                                 | non disputati | |                              |
| 2008                              | 2008                              | NFL                               | NFC                               | North                             | 1                                 | 10                                | 6                                 | 0                                 | S Wild Card Game contro i Philadelphia Eagles (26-14) | |                              |
| 2009                              | 2009                              | NFL                               | NFC                               | North                             | 1                                 | 12                                | 4                                 | 0                                 | V Divisional play-off contro i Dallas Cowboys (34-3) S NFC Championship contro i New Orleans Saints (31-28)                                                               | |                              |
| 2010                              | 2010                              | NFL                               | NFC                               | North                             | 4                                 | 6                                 | 10                                | 0                                 | non disputati | |                              |
| 2011                              | 2011                              | NFL                               | NFC                               | North                             | 4                                 | 3                                 | 13                                | 0                                 | non disputati | |                              |
| 2012                              | 2012                              | NFL                               | NFC                               | North                             | 2                                 | 10                                | 6                                 | 0                                 | S Wild Card Game contro i Green Bay Packers (10-24) | |                              |
| 2013                              | 2013                              | NFL                               | NFC                               | North                             | 4                                 | 5                                 | 10                                | 1                                 | non disputati | |                              |
| 2014                              | 2014                              | NFL                               | NFC                               | North                             | 3                                 | 7                                 | 9                                 | 0                                 | non disputati | |                              |
| 2015                              | 2015                              | NFL                               | NFC                               | North                             | 1                                 | 11                                | 5                                 | 0                                 | S Wild Card Game contro i Seattle Seahawks (10-9) | |                              |
| 2016                              | 2016                              | NFL                               | NFC                               | North                             | 3                                 | 8                                 | 8                                 | 0                                 | non disputati | |                              |
| 2017                              | 2017                              | NFL                               | NFC                               | North                             | 1                                 | 13                                | 3                                 | 0                                 | V Divisional play-off contro i New Orleans Saints (24-29) S NFC Championship contro i Philadelphia Eagles (7-38)                                                          | |                              |
| Totale                            | Totale                            | Totale                            | Totale                            | Totale                            | Totale                            | 470                               | 390                               | 10                                | Record di stagione regolare | Record di stagione regolare                                                                                   | Record di stagione regolare  |
| Totale                            | Totale                            | Totale                            | Totale                            | Totale                            | Totale                            | 20                                | 29                                |                                   | Record dei play-off | Record dei play-off                                                                                           | Record dei play-off          |
| Totale                            | Totale                            | Totale                            | Totale                            | Totale                            | Totale                            | 490                               | 419                               | 10                                | Stagione regolare e play-off | Stagione regolare e play-off                                                                                  | Stagione regolare e play-off |

Legenda
- Vittoria nel Super Bowl (dal 1966)
- Vittoria nella lega (1920-1969)
- Vittoria nella Conference

- Vittoria nella Division
- Qualificazione al Wild Card Game (dal 1978)
- V = Vittorie

- S = Sconfitte
- P = Pareggi
- T = Posizione a pari merito